# Igor Piekarski
Igor Piekarski (ur. 1914, zm. 1944 we Francji) – polski bokser.

## Życiorys
Miał wykształcenie średnie. Był sportowcem AZS Wilno i uzyskał następujące tytuły: mistrz Wilna w wadze średniej (1935), wicemistrz w wadze lekkiej (1936) i wicemistrz w wadze półśredniej (1937). Od 1938 do 1939 występował w barwach klubów warszawskich, a w 1941 w Spartaku Wilno. Zdobył wówczas tytuł mistrza Litewskiej Socjalistycznej Republiki Radzieckiej w wadze lekkiej. Przedostał się do Francji, gdzie działał w tamtejszym ruchu oporu. Poległ w walkach partyzanckich w 1944.